# نیکلاس فلورنتین
نیکلاس فلورنتین (انگلیسی: Nicolas Florentin؛ زادهٔ ۱۶ فوریهٔ ۱۹۷۸) بازیکن فوتبال اهل فرانسه است.
از باشگاه‌هایی که در آن بازی کرده‌است می‌توان به باشگاه فوتبال نانسی، باشگاه فوتبال کان، باشگاه فوتبال آنژه، و باشگاه فوتبال تروا اشاره کرد.